# Мамацев, Дмитрий Осипович
Дмитрий Осипович Мамацев (Иосифович, Мамацашвили; ? — 28 декабря 1880; Геок-тепе, Туркмения [оазис Ахал-Теке, с 1881 г. Закаспийская область]) — артиллерийский подполковник русской армии, георгиевский кавалер. Участник Туркестанских походов и Русско-турецкой войны 1877―1878 годов. Погиб при осаде Геок-Тепе во время Ахал-текинской экспедиции.

## Биография
Происходил из дворянского рода Мамацашвили. Сын общественного деятеля и писателя генерал-майора Иосифа Христофоровича Мамацева (Осико Хойхосрович Мамацашвили, 1811―06.12.1874).
Служил в Кавказской гренадерской Е. И. В. Великого князя Михаила Николаевича артиллерийской бригаде. В офицерском чине с 23 мая 1864 года. В 1873 году принял участие в Хивинском походе, за отличие в котором был награждён орденом Св. Станислава 2-й степени с мечами.
Во время Русско-турецкой войны 1877―1878 годов Мамацев в чине капитана командовал батареей № 1 осадной артиллерии. 2 октября 1877 года 4 орудия 2-й полубатареи под его руководством, в ходе артиллерийской перестрелки с 6 неприятельскими, вынудили турецкий лагерь сняться с позиций, противостоящих стратегически важному пункту на горе Большие Ягны. После этого русские части плотно укрепились в том пункте, чем обеспечили успех предстоящей атаки правым флангом Главного действующего корпуса против турецкой армии. Во время осады Карса Мамацев в чине капитана исполнял должность штаб-офицера, заведуя левофланговой группой из 4 осадных батарей. Грамотными действиями он неоднократно подавлял огонь вчетверо превосходящей турецкой артиллерии. Заставив противника отступить с передовой позиции, Мамацев выдвинул вперёд 2 орудия и принудил турецкую артиллерию в укреплении Сувари прекратить огонь более чем за 24 часа до начала предстоящего штурма, чем обеспечил его успех. 24 октября во время вылазки противника из Карских укреплений орудия Мамацева остановили его атаку, вместе с тем обеспечив успешную контратаку русским частям. Вскоре Мамацев был произведён в подполковники со старшинством от 3 октября 1877 года (то есть со дня исполнения им обязанностей штаб-офицера). «За отличие при штурме кр. Карса» был награждён орденом Св. Георгия 4-й степени.
Мамацев принял участие в Ахал-текинской экспедиции. Во время осады Геок-Тепе заведовал артиллерией правого фланга. Во время ночной вылазки текинцев 28 декабря 1880 года погиб при защите мортирной батареи. По сообщению участника той осады командира сводного Оренбурго-Уральского казачьего дивизиона капитана А. Л. Гуляева, Мамацев был «изрублен шашками текинцев в то время, как шёл один с вестовым по траншеям».
В тот день незадолго до гибели Мамацева начальник Туркестанского отряда полковник А. Н. Куропаткин просил капитана Гуляева зайти на редут № 1 и пригласить к нему заведующего артиллерией правого фланга подполковника Мамацева. В дальнейшем Гуляев вспоминал:
С Мамацевым я был знаком, и он встретил нас с Бижеичем очень радушно, велел подать чаю и закусить … Он просил нас посидеть у него, так как, говорил он, на него напала какая-то тоска, и он рад будет, по возвращении провести с нами вечерок. Мамацев ушёл … Только что мы уселись в нашей юламейке, и я позвал вахмистров, как в траншеях началась стрельба; послышались крики … вскоре всё слилось в один непрерывный гул выстрелов. Мы выскочили на наш вал, и пред нами открылось величественное зрелище: в темноте ночи все наши траншеи обрисовывались огненными линиями от беспрерывного ружейного огня …

Отправив войск. старш. Бородина с резервом бегом на редут № 1, я вскоре на лошади тоже прибыл на этот редут. Здесь неприятель уже был отражён до нашего прибытия. От командовавшего здесь резервами подполковника князя Голицына я узнал, что во второй параллели убито много офицеров и в том числе наш бедный Мамацев, так радушно угощавший нас за 1/2 часа до своей смерти.— из воспоминаний капитана А. Л. Гуляева 

## Награды
- орден Св. Анны 3-й ст. (1872)
- орден Св. Станислава 2-й ст. с мечами (1874)
- орден Св. Владимира 4-й ст. с мечами и бантом (1877)
- орден Св. Георгия 4-й ст. (12.04.1878)